# Tambo Khasa
Tambo Khasa (auch: Tambo C'kasa) ist eine Ortschaft im Departamento Chuquisaca im südamerikanischen Andenstaat Bolivien.

## Lage
Tambo Khasa liegt in der Provinz Nor Cinti und ist die größte Ortschaft im Cantón Ajchilla im Municipio San Lucas. Die Ortschaft liegt auf einer Höhe von 2778 m auf einem Bergrücken zwischen dem Río Chahuarani östlich und Río Savalo Mayo westlich der Ortschaft, die beide zwischen den Gebirgsriegeln in südlicher Richtung fließen.

## Geographie
Tambo Khasa liegt an den südwestlichen Ausläufern der bolivianischen Cordillera Central, zwischen dem Altiplano im Westen und dem bolivianischen Tiefland im Osten. Das Klima ist ein kühl-gemäßigtes Höhenklima mit typischem Tageszeitenklima, bei dem die mittleren Temperaturunterschiede im Tagesverlauf stärker schwanken als im Jahresverlauf.
Die Jahresdurchschnittstemperatur in dem Landkreis liegt bei etwa 15 °C (siehe Klimadiagramm San Lucas), die Monatsdurchschnittswerte schwanken zwischen knapp 12 °C im Juni/Juli und 17 °C von November bis März. Der Jahresniederschlag beträgt 430 mm und weist sieben aride Monate von April bis Oktober mit Monatswerten unter 20 mm auf, nennenswerte Monatsniederschläge fallen nur von Dezember bis Februar mit Werten von je 80 bis 90 mm.

## Verkehrsnetz
Tambo Khasa liegt in einer Entfernung von 370 Straßenkilometern südlich von Sucre, der Hauptstadt des Departamentos.
Durch Sucre führt die Nationalstraße Ruta 5, die von der Cordillera Oriental quer über den Altiplano zur chilenischen Grenze führt. Von Sucre aus führt die Straße 169 Kilometer in südwestlicher Richtung nach Potosí, wo sie auf die nord-südlich verlaufende Ruta 1 trifft. Von dort sind es auf der Ruta 1 noch einmal 122 Kilometer bis nach Padcoyo. Von dort führt eine nach Osten verlaufende unbefestigte Landstraße über Ocurí, Cinteño Tambo, Palacio Tambo und Laja Khasa nach Thuru Pampa.
Man folgt der Straße weitere achtzehn Kilometer nach Nordosten, bis auf einer Höhe von 4425 Metern in einer scharfen Linkskurve eine Nebenstraße in südlicher Richtung abzweigt, über die man nach 26 Kilometern die Ortschaft Pilaló erreicht, und nach weiteren neun Kilometern Tambo Khasa.

## Bevölkerung
Die Einwohnerzahl der Ortschaft ist in dem Jahrzehnt zwischen den beiden letzten Volkszählungen um ein Fünftel angestiegen:
| Jahr | Einwohner         | Quelle       |
| ---- | ----------------- | ------------ |
| 1992 | keine Detaildaten | Volkszählung |
| 2001 | 333               | Volkszählung |
| 2012 | 396               | Volkszählung |
| 2024 |                   | Volkszählung |

Die Region weist einen hohen Anteil an Quechua-Bevölkerung auf, im Municipio San Lucas sprechen 98,6 Prozent der Bevölkerung Quechua.